# Enfornat
L'enfornament és el procés de cocció per mitjà de calor seca que generalment s'efectua en un forn. Entre els aliments que de forma comuna són enfornats es troben el pa, les galetes, els pastissos i els bescuits. En general s'usen com a ingredients la farina, l'aigua, ferments com el llevat de forner, el hidrogencarbonat de sodi i la pols d'enfornar; matèria grassa com són el sagí i l'oli vegetal; ous, llet i sucre. Aquests components es barregen per a crear una massa o pasta que després es col·loca en una casserola o safata per a escalfar-la. Els ferments produeixen gas, el qual resta atrapat en l'interior de la passa causant que aquesta augmente de grandària. El greix permet que les pastes siguen més fàcils de pastar i que el producte final siga més bla. Les clares d'ou són usades per a produir una lleugera teixidura i els rovells afavoreixen el color i el sabor. La llet serveix per a humitejar i atorgar sabor, mentre que les sucres aporten l'endolciment i ajuden en la fase de fermentació.